# Верхнекардаильское сельское поселение
Верхнекардаи́льское се́льское посе́ление — муниципальное образование в составе Новониколаевского района Волгоградской области.
Административный центр — хутор Верхнекардаильский.

## История
Верхнекардаильское сельское поселение образовано 22 декабря 2004 года в соответствии с Законом Волгоградской области № 975-ОД.

## Население
| 2010 | 2012  | 2013 | 2014 | 2015 | 2016 | 2017 |
| ---- | ----- | ---- | ---- | ---- | ---- | ---- |
| 1035 | ↘1016 | ↘995 | ↘975 | ↘952 | ↘920 | ↘917 |
| 2018 | 2019  | 2020 | 2021 |      |      |      |
| ↘905 | ↘885  | ↘871 | ↘846 |      |      |      |

## Состав сельского поселения
| № | Населённый пункт   | Тип населённого пункта        | Население |
| - | ------------------ | ----------------------------- | --------- |
| 1 | Аксёнов            | хутор                         | 3         |
| 2 | Верхнекардаильский | хутор, административный центр | 869       |
| 3 | Красностановский   | хутор                         | 9         |
| 4 | Николаевский       | хутор                         | ↘154      |
| 5 | Среднепокровский   | хутор                         | 0         |